# Doctrine adventiste de la santé
 (novembre 2015).
La doctrine adventiste de la santé comprend huit principes sanitaires appelés « les huit lois de la santé » ou « les huit remèdes naturels ». Ils sont un enseignement des croyances fondamentales (croyance 22 : éthique chrétienne) de l'Église adventiste du septième jour, englobant l'ensemble des lois naturelles propices au développement et au maintien d'une bonne santé. Ellen White (1827-1915) les a ainsi énumérés :

« La maladie est un effort de la nature pour libérer l'organisme des conditions résultant de la violation des lois de la santé... L'air pur, la lumière du soleil, la tempérance, le repos, l'exercice, la nutrition, l'eau et la confiance en la puissance divine, tels sont les vrais remèdes. »

Cet article présente la position des adventistes du septième jour sur la santé, et leurs arguments (bibliques, hygiénistes et scientifiques) sur les facteurs propices à la santé et à la longévité. De leur point de vue, la recherche médicale tend à confirmer ces principes de santé.

## Histoire
Le 6 juin 1863, James et Ellen White se trouvaient dans la maison d'Araon Hilliard, à Otsego dans le Michigan, une ville située à 50 kilomètres au nord-est de Battle Creek, en compagnie de plusieurs adventistes (le couple George et Marthe Amadon, les prédicateurs Meritt Cornell et R.J. Lawrence, et d'autres personnes). C'était un vendredi, à la tombée de la nuit, et ils avaient un moment de méditation au début du sabbat.
Alors qu'Ellen White prononçait une prière, l'intonation de sa voix changea, et elle s'écria, « Gloire à Dieu !  ». Martha Amadon, la fille de George Byington (le premier président de la Conférence générale de l’Église adventiste du septième jour), rapporta :
« Nombreux sont les témoins de ces choses qui ont souvent souhaité fournir une description de la servante du Seigneur quand elle est sous l'influence du Saint-Esprit -- l'illumination de son visage, ses gestes gracieux, la dignité de chaque mouvement, les intonations musicales de sa voix comme si le son est lointain... Elle fut en vision pendant environ quarante-cinq minutes. »
Après la vision, Ellen White rapporta que ce qu'elle avait vu : « J'ai vu que nous devons prendre un soin spécial de la santé que Dieu nous a donnée ».  

### Les grands principes de la santé
Cette vision, communément appelée « la vision de la réforme sanitaire », porta sur les huit principes de la santé, et sur d'autres instructions sanitaires,. Les adventistes du septième jour adhérèrent à ces principes, non pour obtenir le salut ou suivre des lois mosaïques, mais parce qu'ils les trouvèrent bons pour la santé.

« Gardons toujours à l’esprit que l’objectif majeur de la réforme hygiéniste est de parvenir au plus grand développement du corps, de l’âme et de l’esprit. Toutes les lois de la nature – qui sont des lois de Dieu – sont créées pour notre bien. Y obéir favorise notre bonheur dans cette vie et nous aide à nous préparer pour la vie à venir. »

Ellen White communiqua les grands principes de la santé mais elle laissa le soin aux médecins adventistes de faire des recherches scientifiques et de mettre en application la réforme sanitaire. Sur certains points, les adventistes s’inspirèrent des idées novatrices de médecins ou de réformateurs de la santé comme Edward Hitchcock, William Alcott, Ruben Mussey, Sylvester Graham, Joel Shew, L.B. Coles, Russell Trall, Mary Groves et James Jackson, qui à partir des années 1830 lancèrent aux États-Unis un mouvement de réforme sanitaire. Ceux-ci proposèrent l’abstinence du tabac, de l’alcool, des narcotiques, du café, du thé, des épices, des condiments et des viandes riches en graisse comme le porc et firent la promotion du végétarisme, des fruits, des noix, de l’hydrothérapie, de l’hygiène, de l’exercice, du repos et d’une attitude mentale positive.

### Autres instructions sanitaires
D'autres instructions sanitaires furent incluses dans la vision d'Otsego. Ellen White fut surprise par l'ampleur des changements demandés aux adventistes. Elle apprit en particulier que :
- Le café et le tabac sont des poisons lents.
- Manger entre les repas abîme l’estomac.
- Beaucoup de maladies sont causées par la consommation de la viande et de la graisse animale.
- La viande de porc ne doit pas être consommée (Lévitique 11:7).
- Prendre un bain quotidien est un bonne chose. (À l'époque, les Américains prenaient rarement un bain).
- L’exercice est bon pour le corps et l’esprit.
- Beaucoup de gens ont des maladies imaginaires.
- Les médicaments de l’époque tuent plus de gens que toutes les autres causes de décès réunis.
- Les parents transmettent leurs faiblesses génétiques à leurs enfants.
- Prendre soin de sa santé est une affaire spirituelle[2].

### Contexte historique de la réforme sanitaire
Aujourd'hui, la plupart des recommandations des huit lois de la santé semblent de simples conseils de bon sens, mais au XIXe siècle, elles paraissaient extraordinaires et à contre-courant de ce que les gens connaissaient et pratiquaient en matière de règles hygiéniques et sanitaires. Une grande ignorance médicale existait au sein de la population américaine.

### Action médicale adventiste
Les adventistes ont développé un important système de 760 institutions médicales (hôpitaux, cliniques, dispensaires, orphelinats), de centres de bien-être et de restaurants végétariens à travers le monde pour enseigner et soigner selon les huit principes de la santé.

## Principes de santé
Les adventistes du septième jour enseignent que les huit lois de la santé sont des principes de prévention. Ils mettent fortement l'accent sur un mode de vie sain. Cette vision de la santé est holistique. Elle intègre toutes les dimensions de l'individu : ses capacités physiques, mentales, sociales et spirituelles. Selon les adventistes, l'être humain est une entité indivisible, sans une séparation du corps et de l'esprit. Son corps est « le temple du Saint-Esprit » (1 Corinthiens 6.19).
Les adventistes enseignent que la maladie est habituellement une violation des lois de la santé. Ils considèrent que les huit principes de la santé sont des « remèdes naturels » parce qu'ils s'attaquent à la cause de la maladie, pas simplement à ses symptômes. Sans rejeter les apports de la médecine scientifique, ils estiment qu'un mode de vie basé sur les huit lois de la santé produit des effets plus efficaces, durables et sains sur la santé que les autres formes de thérapies. L'objectif est de rester en bonne santé, non simplement de soigner la maladie.

### L'air pur
Les adventistes enseignent que selon ce principe des « huit lois de la santé », l'oxygène est essentiel à la vie. Son manque, en seulement huit à dix minutes, entraîne la mort. L'être humain est une créature aérobie. Par conséquent, une bonne oxygénation est essentielle à la santé. Elle permet aux cellules du corps, liées au glucose de la nourriture, de lui fournir de l'énergie, d'améliorer la mémoire, la créativité, la concentration, les forces mentales du cerveau, la qualité du sommeil et la stimulation sexuelle. Les adventistes recommandent l'aération quotidienne de la maison, la vie au grand air, la respiration par le nez et abdominale profonde.

### La lumière du soleil
Les adventistes enseignent que selon ce principe des huit lois de la santé, la lumière solaire est essentielle pour la santé. Celle-ci maintient la température et l'humidité à un niveau adapté à la vie. Elle produit de la vitamine D, avec une juste proportion de calcium, de phosphore et de minéraux, indispensables à la solidité des  os. L'atmosphère terrestre protège les êtres humains des radiations solaires (dangereuses pour l'organisme) mais laisse passer la lumière des rayons du soleil. Une exposition modérée aux rayons solaires renforce le système immunitaire contre les infections, la pneumonie et la fièvre, tue les microbes et certaines bactéries, stimule le transport d'oxygène dans le sang, fait baisser la tension, le cholestérol, le taux de sucre des diabétiques et inhibe le développement du cancer,,. Les adventistes recommandent une exposition modérée à la lumière solaire, la consommation d'aliments gorgés de soleil et l'ouverture des fenêtres pour laisser entrer les rayons du soleil dans une maison.

### La tempérance
Les adventistes enseignent que selon le principe des huit lois de la santé, les maladies sont en grande partie liées à la violation des règles de la tempérance, qui est la modération en toutes choses et l'abstinence des choses nuisibles à la santé. Les habitudes saines et équilibrées favorisent les conditions d'une longue vie, le renforcement de la force physique, l'épanouissement sexuel et l'équilibre mental. Les adventistes du septième jour s'abstiennent de consommer l'alcool, le tabac, le café, le thé, la drogue et les produits stimulants. Ils constatent les méfaits suivants de certaines substances sur l'organisme :

#### Méfaits de certaines substances
- Effets de l'alcool sur la santé : elles comprennent diverses affections comme la gastrite, le reflux gastro-œsophagien, l'hépatite aiguë alcoolique, l'angoisse, la dépression, la neuropathie alcoolique, la névrite optique rétro bulbaire, l'encéphalopathie hépatique, la démence alcoolique, l'hallucinose alcoolique, la cirrhose du foie, la pancréatite, l'hypertension artérielle, la cardiopathie, l'insuffisance veineuse, l'impuissance sexuelle, l'éjaculation précoce, l'anorgasmie, la dyspareunie, l'aménorrhée, les cancers du foie, du pancréas, de la bouche, de l'œsophage, de l'estomac ou du sein[13],[14].

- Effets du tabac sur la santé : elles comprennent des affections comme la dyspnée, l'insuffisance respiratoire, la phlébite, la thrombose veineuse profonde, l'embolie pulmonaire, l'infarctus du myocarde, l'athérome, la laryngite, la broncho-pneumopathie chronique obstructive, l'emphysème, les cancers comme ceux du poumon, du larynx, du pancréas, de la vessie, de la langue et de la gorge[15],[16],[17]. Un fumeur perd vingt ans d'espérance de vie[18].

- Effets du café sur la santé : médicalement, le café est plus néfaste que le thé, possédant 50 % de caféine en plus[19]. Certaines affections sont associées à une consommation régulière et importante de café, telles que l'hypertension, les maladies cardio-vasculaires, l'infarctus du myocarde, l’ostéoporose, les palpitations cardiaques, l'ulcère de l'estomac, des troubles du sommeil, des maladies du sein et de la prostate, ainsi que le cancer du pancréas, de l'ovaire et de la vessie[20],[21].

- Effets du thé sur la santé : Comme le café, le thé contient de la caféine, et d'autres substances comme le tanin et la caféine qui détériorent secrètement et lentement certains organes du corps de manière permanente. Une consommation importante de thé produit des étourdissements, des maux de gorge, l'impureté du sang, l'insomnie, des problèmes respiratoires et même la paralysie[19].

- Effets de la drogue sur la santé : ils peuvent créer des lésions physiques et cérébrales irréversibles et même aller jusqu'à la mort prématurée de l'individu. 
  - Effets de l'héroïne sur la santé
  - Effets de la cocaïne sur la santé
  - Effets du cannabis sur la santé

### Le repos
Les adventistes enseignent que selon le principe des huit lois de la santé, le repos permet de reconstituer l'énergie dépensée, d'améliorer la qualité de la vie et de la prolonger. Il a un pouvoir curatif dans la lutte contre les infections, la grippe, la pneumonie, les fractures, les déchirures musculaires, les entorses, la fatigue, le stress et le surmenage. Les adventistes soulignent que le repos est essentiel pour certains organes :
- Le cœur : il se contracte (systole) et se repose (diastole).
- Les organes digestifs : il leur faut un espace de repos (5 heures) entre deux repas pour reconstituer les enzymes et d'autres substances utiles à la digestion.
- Le cerveau : le repos lui permet de réduire ses dépenses en oxygène et glucose, essentiels aux cellules cérébrales.
- Les muscles : l'épuisement peut conduire au collapsus[22],[23].

Les adventistes enseignent que le sabbat (qui signifie « le jour du repos »), contribue au ressourcement physique, mental et spirituel de l'être humain. Ils soulignent que selon les découvertes de la chronobiologie, il existe un biorythme de sept jours dans le corps humain. Au cours de l'histoire, toutes les tentatives de modifier ce rythme hebdomadaire, en établissant une semaine de six, de huit ou de dix jours par exemple, furent éphémères et néfastes à la santé. Les adventistes recommandent sept à huit heures de sommeil par jour, des promenades en nature et une ou deux périodes de vacances dans l'année.

### L'exercice physique
Les adventistes enseignent que l'exercice physique ralentit le vieillissement, accroît la résistance aux maladies, combat l'insomnie, améliore la circulation sanguine,  prévient de l'infarctus du myocarde, réduit la fatigue, facilite la digestion, fortifie le cœur, les muscles, les os et les ligaments. Il embellit le teint et la silhouette. Il détend les nerfs, réduit le stress et affine les facultés intellectuelles,. Les adventistes recommandent un programme d'exercice régulier.
« L'inactivité [...] est une cause fréquente de maladie. »
« Ceux qui s'habituent à un exercice bien dirigé, pratiqué en plein air, ont généralement une circulation sanguine bonne et active. »

### La nutrition
Les adventistes enseignent qu'une bonne alimentation allonge la durée de la vie (7 à 10 ans de plus), favorise la beauté de la peau, des cheveux, des ongles, des yeux et du sourire. Elle maintient le poids. Une consommation importante de fibres (fruits et légumes) est anti-cancer, prévient contre les maladies cardio-vasculaires, le mauvais cholestérol, l'hypertension, l'obésité, le diabète, l'ostéoporose et la constipation,,. Le risque de crise cardiaque d'un consommateur de viande et de sous-produits animaux est de 45 %. Il est de 15 % pour un ovo-lacto-végétarien et de 4 % pour un végétalien. Selon le Journal of the American Medical Association, " une alimentation totalement végétarienne prévient à 90 % contre une congestion cérébrale et à 97 % contre une crise cardiaque ".
L'Église adventiste du septième jour recommande une alimentation ovo-lacto-végétarienne, un bon petit-déjeuner mais un repas léger le soir, une grande consommation de crudités, de fruits et de légumes, et modérée en oléagineux et sous-produits animaux, et les aliments biologiques autant que possible. Selon les principes de Lévitique 11, la viande propre à la consommation est néanmoins tolérée au sein de la communauté adventiste.
Les adventistes enseignent que Dieu a énoncé ce principe de santé comme étant l'idéal dès la création du monde :
Genèse 1:29 -- « Dieu dit : Je vous donne toute herbe porteuse de semence sur la terre, et tout arbre fruitier porteur de semence ; ce sera votre nourriture. »
« Les céréales, les fruits, les oléagineux et les légumes sont les aliments que Dieu nous offre. A l'état naturel ou apprêtés d'une manière simple, ils constituent le régime le plus sain et le plus nourrissant. »
- Principes de nutrition :

1. Varier l'alimentation, mais ne pas manger trop d'aliments différents au même repas.
2. Utiliser des grains entiers (non raffinés) comme le pain complet et le riz brun.
3. Éviter les aliments riches en sucre, sel, huiles et graisse.
4. Manger à des heures fixes. L'estomac fonctionne mieux avec un intervalle de cinq heures entre deux repas.
5. Souper au moins deux ou trois heures avant le coucher.
6. Manger calmement et bien mastiquer pour profiter des bénéfices nutritionnels des aliments.
7. Ne pas grignoter entre les repas car cela perturbe la digestion. Les aliments partiellement digérés demeurent dans l'estomac et y fermentent[35].

#### Composition des aliments
Pourcentage en moyenne de la composition des diverses catégories d'aliments
|                       | Protéines | Lipides | Glucides |
| --------------------- | --------- | ------- | -------- |
| Viandes               | 32 %      | 68 %    | 0 %      |
| Sous-produits animaux | 29 %      | 41 %    | 30 %     |
| Oléagineux            | 9 %       | 87 %    | 4 %      |
| Légumes               | 29 %      | 12 %    | 59 %     |
| Céréales              | 13 %      | 8 %     | 79 %     |
| Végétaux              | 14 %      | 4 %     | 82 %     |
| Fruits                | 6 %       | 3 %     | 91 %     |

- Les protéines (ou protides) animales ou végétales sont des nutriments constructeurs et réparateurs. Les légumes sont une bonne source de protéines végétales[37],[38],[39].

- Les lipides désignent de la graisse animale ou végétale, utilisable rapidement ou mis en réserve dans le tissu adipeux. C'est la meilleure source d'énergie. Les oléagineux ne contiennent pas de cholestérol, contrairement aux viandes et aux sous-produits animaux, riches en graisse animale[40],[41],[42],[43]. Toutefois, la noix de coco et de l'huile de palme possèdent beaucoup de graisse saturée[44],[45]. Voir la liste des acides gras. Il existe trois catégories de lipides :
  - Les acides gras saturés -- Œuf, viandes, lard, produits laitiers, viande rouge, chocolat, noix de coco, huile de palme.
  - Acides gras trans -- margarines, huiles hydrogénées, frites, aliments frits commercialement
  - Les acides gras insaturés :
    - Les acides gras mono-insaturés -- Olive, oléagineux, huiles d'olive, d'arachide, amande, noisette...
    - Les acides gras poly-insaturés -- Huiles de maïs, soja, colza, poisson, tournesol, pépins de raisin, colza[46]...

- Les glucides (ou hydrates de carbone) désignent les fibres et les sucres. C'est une substance énergique, utilisable rapidement ou mis en réserve dans le foie sous forme de glycogène ou dans le tissu adipeux en se transformant en lipides. Les fruits fournissent la plus grande source de fibres[47],[48],[49]. Il y a deux catégories de glucides :
  - Les glucides simples (oses ou sucres rapides), à absorption rapide (sucre, confiseries, fruits, jus de fruits, miel)
  - Les glucides complexes (osides ou sucres lents), à absorption lente (pain complet, céréales complètes, haricots, pois)

#### Le mythe de la protéine
Au cours de la seconde moitié du XIXe siècle, Dr. Justus von Liebig, un chimiste allemand, remarqua que les muscles étaient composés de protéines. Son protégé, Dr. Karl Voit, examina des mineurs qui travaillaient dans les mines de charbon. Il calcula que ces hommes forts et musclés consommaient environ 120 grammes de protéines par jour. Il conclut que c'était la quantité idéale à ingurgiter. Depuis lors, consommer beaucoup de protéines devint une obsession. Mais les recherches modernes indiquent qu'un adulte a besoin de 30 à 60 grammes de protéines par jour. Le corps humain produit et recycle efficacement ses propres protéines. Les seules pertes de protéines qu'il ne remplace pas sont celles des ongles, des cheveux et de la peau.
Les protéines sont composés de vingt acides aminés. Le corps en produit douze. L'alimentation fournit les huit autres. La viande et les sous-produits animaux contiennent ces huit acides aminés mais ont l'inconvénient de manquer de fibres et d'être saturés de graisse et de cholestérol. Une alimentation riche en protéines accélère la croissance des enfants mais elle diminue aussi l'espérance de vie,,. Une nutrition appropriée, avec des aliments variés et riches en fibres, procure de l'énergie et les éléments nourrissants au cerveau qui favorisent la réussite scolaire.
Ces huit acides aminés se trouvent également dans la variété des aliments végétaux, qu'il suffit de combiner. On le voit dans les traditions culinaires du monde entier. Aux Antilles, un plat de riz et de haricots rouges fournit la quantité requise de protéines. Il en est de même au Mexique avec les tortillas et les haricots pinto, ou en Chine avec le riz et le soja. Les nutritionnistes progressistes recommandent que 10 % de la consommation quotidienne de calories comprenne des protéines. Un végétarien obtient facilement cette quantité en consommant des produits végétaux non raffinés.
Dans son rapport en 2003, l'American Dietetic Association indique : « l’alimentation végétarienne, menée d’une façon appropriée, est bonne pour la santé, adéquate d’un point de vue nutritionnel et bénéfique pour la prévention et le traitement de certaines maladies. L’alimentation végétarienne est adaptée à toutes les périodes de la vie ». Et elle prévient contre la contraction éventuelle de maladies animales. John Harvey Kellogg, végétarien célèbre, a dit : « Quand on mange de la nourriture végétarienne, on n'a pas à s'inquiéter de savoir de quel genre de maladie étaient atteints les végétaux. Le repas n'en est que plus gai ! »

#### Concile de la nutrition
En 2005, sur la base des évidences scientifiques, le concile sur la nutrition de la Conférence générale de l'Église adventiste du septième jour tira cinq observations et conclusions sur l'alimentation végétarienne :
1. Les végétariens sont moins à risque pour certaines maladies à cause de leur consommation importante de céréales complètes, de pois, d'oléagineux, de légumes et de fruits (frais ou secs). Ne consommant pas de viande, ils sont moins exposés aux carcinogènes et aux mutagènes.
2. Les fruits, les légumes, les céréales, les végétaux et les oléagineux sont souvent moins chers que la viande. Ils préservent davantage l'environnement.
3. Typiquement, les végétariens consomment une plus grande variété de plats nationaux et ethniques, et d'aliments de base végétale.
4. Une forte corrélation existe entre la consommation fréquente et à long terme d'aliments de base animale, riches en graisse et cholestérol, et les maladies cardiaques, certains types de cancers, les congestions cérébrales et le diabète.
5. Une alimentation végétarienne fournit davantage d'aliments phyto-chimiques et riches en fibres qui protègent de la maladie, de différents types de cancers, du diabète et de l'hypertension[58].

#### Besoins nutritifs et flexibilité d'application
Dans son rapport en 2005, l'American Dietetic Association recommande aux végétaliens de s'assurer d'obtenir des sources fiables de vitamine B12, vitamine D, calcium, fer et zinc. Une quantité adéquate de ces nutriments est encore plus nécessaire pour la croissance des enfants et pour les femmes enceintes et allaitantes. Il convient toutefois de ne pas abuser de ces vitamines et oligo-éléments car à haute dose, elles s'avèrent généralement toxiques. Il n'en faut ni trop peu, ni bien plus que nécessaire.
Besoins nutritifs journaliers—en microgrammes (µg) et milligrammes (mg)
|              | 0-3 ans    | 4-18 ans  | 19-50 ans | Femmes enceintes | Femmes allaitantes | > 50 ans | Meilleures sources alimentaires (pour 100 g) en dehors des viandes                                                                                         |
| ------------ | ---------- | --------- | --------- | ---------------- | ------------------ | -------- | --- |
| Vitamine B12 | 0,3-2 µg   | 2 µg      | 2 µg      | 2,2-3 µg         | 2,6-3 µg           | 2 µg     | Fromage frais (8 µg), œufs (1,3 µg), lait de soja (0,2 µg), céréales au petit-déjeuner                                                                     |
| Vitamine D   | 5 µg       | 5 µg      | 5 µg      | 5 µg             | 5 µg               | 10-15 µg | Champignons (0,6-1,5 µg), beurre (0,6-1,5 µg), œufs (0,6-1,5 µg), ou 30 min d'exposition modérée journalière au soleil                                     |
| Calcium      | 500–800 mg | 1300 mg   | 1000 mg   | 1200 mg          | 1200 mg            | 1200 mg  | Tofu (+ 500 mg), chou chinois (340 mg), lait (300 mg), amandes (245 mg), yaourt nature (300 mg), épinards (150 mg), pain (jusqu'à 150 mg), brocoli (70 mg) |
| Fer          | 7–10 mg    | 8–15 mg   | 8–18 mg   | 22–27 mg         | 15 mg              | 8–10 mg  | Avoine (4,7 mg ), farine de blé complète (2,7 mg), farine de soja (9 mg), noix de cajou (6,2 mg), figues séchées (4,2 mg), lentilles (3,5 mg)              |
| Zinc         | 3–6 mg     | 4,5–18 mg | 12–16 mg  | 16–21 mg         | 18–22 mg           | 15 mg    | Germe de blé (17 mg), levure de bière (17 mg), farine de blé complète (17 mg), toutes les céréales complètes (6,8 gm), noix de cajou (5,7 gm)              |

L'alimentation ovo-lacto-végétarienne (avec une consommation faible ou modérée de sous-produits animaux) satisfait sans difficulté tous les besoins nutritifs et ne réclame pas autant d’attention pour les couvrir que pour l'alimentation végétalienne.
L'Eglise adventiste du septième jour préconise une approche équilibrée de la nutrition, décourageant les extrêmes en matière de végétarisme. Dans un monde imparfait, le modèle nutritionnel parfait n'existe pas. Ellen White, qui incita les adventistes à la réforme sanitaire, réclama une certaine flexibilité dans son application, faisant observer que les conditions géographiques et les indispositions individuelles à certains aliments ne permettent pas une approche rigide et unique pour tous. Certains végétaux ne sont pas facilement disponibles dans certaines régions comme la Sibérie ou le Groenland. Certaines personnes sont allergiques à certains aliments ou les digèrent mal, comme les haricots ou le chou par exemple. Elle conseilla d'adapter les principes de la nutrition aux besoins de l'organisme des individus. D'un côté, Ellen White déclare :
« Là où l'on trouve du bon lait et des fruits, il y a rarement une excuse pour consommer de la nourriture animale. Il n'est pas nécessaire d'ôter la vie à une des créatures de Dieu pour subvenir à nos besoins. »
Mais d'un autre côté, elle souligne que cette règle n'est pas absolue si l'organisme d'un individu ne supporte pas certains aliments. Son alimentation doit demeurer équilibrée :
« Une alimentation carnée n'est pas l'alimentation la plus saine. Pour autant, je ne prendrai pas la position que la viande doit être écartée pour tout le monde. Ceux qui ont des organes digestifs faibles peuvent manger de la viande quand ils ne peuvent pas manger des légumes, des fruits ou du porridge. »

### L'eau
Les adventistes enseignent que l'eau  est essentiel au bon fonctionnement du corps, notamment des organes, des yeux, des oreilles et de la digestion. L'eau représente 65 % du poids du corps, 75 % de la masse musculaire, 93 % du sang et 60 % des cellules. Il permet de lutter contre la fatigue, la fièvre, l'insolation, les infections et la dépression. Il stimule le transport de l'oxygène dans le sang. Il fait baisser la tension artérielle, le taux de sucre et de cholestérol. Les adventistes recommandent de boire un litre et demi d'eau par jour (six verres) et l'hydrothérapie pour soigner certaines affections.

### La confiance en Dieu
Les adventistes enseignent que la pensée est aux commandes du corps. Les émotions positives favorisent un bon sommeil, une bonne circulation sanguine et la relaxation des nerfs. Mais le stress et les émotions négatives, comme l'anxiété, la colère, la peur, la culpabilité, la dépression et le mécontentement peuvent provoquer l'ulcère de l'estomac, la colite chronique, l'hypertension, l'élévation du rythme cardiaque et de la pression sanguine. Les fonctions digestives en subissent le contre-coup. La joie de vivre, la foi, l'espérance, l'optimisme, l'amour, une conscience claire, le contentement et le calme favorisent la guérison et le bon fonctionnement des organes. Les adventistes enseignent que la prière et la méditation chrétienne ont des effets calmants et réconfortants pour l'esprit. Selon eux, les promesses de la Bible apportent la joie, la sérénité, la paix intérieure et l'espérance.
Proverbes 17:22 -- « Un cœur joyeux est un bon remède ; un esprit abattu dessèche les os. »
Matthieu 6:31-33 -- « Ne vous inquiétez donc pas, en disant : " Qu'allons-nous manger ? " Ou bien : " Qu'allons-nous boire ? " Ou bien : " De quoi allons-nous nous vêtir ? " --- tout cela, c'est ce que les gens de toutes les nations recherchent sans relâche --- car votre Père céleste sait que vous en avez besoin. Cherchez d'abord le règne de Dieu et sa justice, et tout cela vous sera donné par surcroît. »
1 Pierre 5:7 -- « Déchargez-vous sur lui de tous vos soucis car il prend soin de vous. »

#### Connexion entre la foi et la santé
- Les recherches

Les adventistes relèvent que de nombreuses recherches identifient une connexion entre l'esprit et le corps, et entre la religion et la santé. Selon une recherche du National Institute for Health Care Research aux États-Unis, les gens religieux sont généralement en meilleure santé, physiquement et mentalement, que le reste de la population américaine.
Dr. Harold Koenig, du centre médical de l'université Duke, a publié une recherche en 1997 dans le Journal of Psychiatry in Medicine sur 1 718 chrétiens en Caroline du Nord qui assistaient régulièrement aux services religieux. Il observa qu'ils avaient moitié moins que d'autres personnes d'interleukine 6, une protéine du système immunitaire (à l'effet inverse à l'endorphine) impliquée dans une grande variété de maladies liées à l'âge. Chiffres à l'appui, Koenig constata qu'ils passent moins de temps dans les hôpitaux, sont en meilleure santé, ont moins de crises cardiaques et font face aux aléas de la vie de manière plus positive. Il remarque que d'autres études rapportent que les personnes religieuses tendent à vivre plus longtemps que les autres, ont de meilleurs mariages, des systèmes immunitaires plus robustes et utilisent moins de substances qui entraînent une dépendance chimique.
Dans une étude publiée en 1989, Dr. Christopher Ellison et Dr. Jeffrey Levin ont analysé 200 recherches psychologiques et psychiatriques sur la connexion entre la foi et la santé. Elles soulignent les mêmes observations. En matière de santé mentale, la foi procure des bénéfices aux gens de tout sexe, âge, ethnie, classe sociale et position géographique :
- une régulation du mode de vie et des habitudes sanitaires.
- un réseau social fort et soudé.
- un développement de l'estime de soi et d'émotions positives comme le pardon et l'amour.
- une vie conjugale et familiale habituellement stable et forte, réduisant les incidences de stress et de dépression.
- des croyances qui donnent une cohérence et un sens à la vie[69].

Sur le plan négatif, ces recherches indiquent quelques facteurs éventuels préjudiciables à la santé émotionnelle des personnes religieuses :
- la violation d'une norme religieuse peut causer des sentiments de honte et de culpabilité, voire la peur d'un châtiment divin.
- le membre d'une communauté religieuse peut redouter une sanction sociale, formelle (une décision de sa congrégation) ou informelle (le commérage ou l'ostracisme)[69].

Selon une étude du Royal Economic Society du Royaume-Uni, réalisée auprès de milliers d'Européens, « les gens religieux sont plus capables de surmonter les chocs émotionnels comme la perte d'un emploi ou un divorce ». Le professeur Andrew Clark et Dr. Orsolya Lelkes observent au sujet des chrétiens : « Ils ont de plus hauts niveaux de satisfaction dans la vie », ce qui constitue un coussin contre les déceptions de la vie. Ils attribuent cette attitude à quelques facteurs essentiels : le mode de vie avant l'âge adulte (une famille stable), le sentiment d'appartenance à une communauté, mais surtout " le sens de la vie et de sa valeur personnelle qui proviennent de la foi en Dieu ".
D'autres études aux États-Unis montrent que les croyants ont moins de souffrance et d'anxiété quand ils sont atteints de maladies comme le cancer. Ils guérissent plus rapidement après une intervention chirurgicale. La prière et la méditation produisent certains effets bénéfiques sur les patients qui ont une maladie cardiaque. Plusieurs recherches montrent un lien entre la baisse de la pression artérielle et la fréquentation de services religieux,. De nombreux patients et hospitalisés réclament la prière, la méditation aux aumôniers et aux ministres du culte des diverses religions.
Dr Dale Matthews remarque que ces données ne permettent pas de conclure que toutes les religions ont des effets identiques sur la santé. Leurs visions du monde, leurs compréhensions de la condition humaine, de la souffrance et de l'espérance d'une vie après la mort varient considérablement. De plus, « la prière n'est pas la panacée ». Elle n'est pas une garantie de bonne santé et elle ne remplace pas les effets liés au mode de vie et les soins médicaux. Mais la connexion avec Dieu semble globalement avoir des effets positifs et apaisants. Plusieurs études qui examinent le sentiment de bien-être, l'espoir, l'optimisme et le sens de la vie montrent une relation positive entre la religion et ces choses.
D'une manière générale, la religion apparaît comme ayant un effet bénéfique sur la santé. Selon une enquête de l'institut Gallup réalisée en 2010 auprès de 554 000 Américains, le taux d'indice des bonnes habitudes sanitaires s'élève à 66,3 % chez les personnes très croyantes, 60,6 % chez les individus modérément religieux, et à 58,3 % chez les non religieux. Les croyants mangent plus sainement, font plus d'exercice, et consomment moins d'alcool et de tabac. La probabilité qu'une personne non religieuse fume est 85 % plus élevée qu'une personne très religieuse,.
- Les analyses

Certains chercheurs attribuent les effets positifs de la religion sur la santé à l'effet placébo. Terry Sanderson, le président du National Secular Society, estime que les données de ces études sont « sans signification », et que c'est en fin de compte une question de prédisposition génétique. D'un autre côté, une équipe de chercheurs, qui analysa les nombreuses recherches, identifie plusieurs raisons à l'influence positive de la religion sur la santé :
1. Raisons logiques --- La religion fournit une vision du monde positive et optimiste, un sens et un objectif à la vie. Elle aide les gens à intégrer psychologiquement les choses négatives. Elle apporte de l'espoir, le sentiment de contrôle sur son destin et augmente la motivation.
2. Raisons psychologiques --- En priant à Dieu, le croyant ressent qu'il peut influencer le cours des choses. Il ne se sent pas impuissant. La religion présente des modèles comme Job quand le croyant affronte la souffrance. Elle fournit des conseils devant les décisions à prendre, contribuant ainsi à réduire le stress. Elle offre des réponses aux grandes questions de l'existence auxquelles la science ne peut répondre. Elle apporte du soutien social, humain et divin, qui ne disparaît pas durant la maladie ou l'infirmité[73].

Dr Peter Gott tire plusieurs conclusions similaires :
1. Habituellement, le croyant fait des choix de mode de vie positifs et exhibe des habitudes saines.
2. Il bénéficie d'un soutien social actif de groupes de personnes dans sa communauté religieuse.
3. L'engagement religieux produit des sentiments de dignité et de confiance dans sa capacité à se prendre en charge.
4. La prière et la méditation aident à faire face à des situations déplaisantes et permettent d'éviter ou de se dégager du stress et de la dépression.
5. L'engagement religieux peut produire des émotions positives qui favorisent le système immunitaire.
6. La foi promeut une vision positive qui permet au croyant de mieux surmonter les vicissitudes de la vie[68].

## Doctrine adventiste de la santé
Les adventistes du septième jour établissent plusieurs rapprochements entre leurs croyances et la santé.

### Créatures holistiques à l’image de Dieu
Les adventistes enseignent que l'être humain est une créature de Dieu et que l’âme est la somme de toutes les facultés -  physique, mentale, sociale et spirituelle. Aussi, ils valorisent davantage le corps que le dualisme (qui voit le corps comme mortel et mauvais mais l’âme comme immortelle et bonne) et cherchent à refléter le caractère de Christ dans leur comportement et leur mode de vie. Toutes les formes d'adonnance, l'alcool, le tabac, les drogues, le café ou le thé sont considérés comme des formes d'esclavage pour le corps et le cerveau, néfastes de surcroît à l'organisme. En observant le sabbat, les adventistes disposent aussi d’un temps de repos qui leur permet de se libérer du stress et de l’excès de travail.

### Préparation au retour du Christ
Les adventistes enseignent que le salut par la grâce démarre un processus de restauration progressive de l’être humain vers l'état original de perfection de l'humanité, en délaissant les pratiques pécheresses et les accoutumances néfastes. Selon eux, une personne doit se préparer au retour du Christ sur le plan de toutes ses facultés : spirituelle (pneuma), psychique (psuché) et corporelle (soma).
1 Thessaloniciens 5.23 -- « Que le Dieu de paix vous rende lui-même entièrement saints et qu’il vous garde parfaitement esprit (pneuma), âme (psuché) et corps (soma) pour que vous soyez irréprochables lors de la venue de notre Seigneur Jésus-Christ. »

### La vie abondante
Les adventistes enseignent que le croyant peut dès à présent être épanoui et éprouver les effets du bien-être, avant que son corps soit glorifié et rendu immortel lors la seconde venue de Jésus-Christ (1 Corinthiens 15.42-43). Le bonheur se définit par sa connexion avec Jésus-Christ lui-même, qui lui donne  " une vie abondante " (Jean 10.10). Il guérit l'être tout entier, la guérison de l'esprit n'étant jamais éloignée de la guérison du corps. Même si le bien-être n'est pas une fin en soi dans un monde imparfait, Dieu désire que les gens soient en bonne santé et qu'ils développent toutes leurs facultés :
3 Jean 2 -- « Cher ami, je souhaite que tu prospères à tous égards et que tu sois en aussi bonne santé physique que spirituelle. »

### Une meilleure connexion avec Dieu
Selon l'enseignement adventiste, un esprit sain dans un corps sain permettent de développer une meilleure relation avec Dieu. En lisant la Bible, un esprit clair peut entendre Dieu lui parler et peut communiquer avec lui par la prière. Il peut mieux garder le contrôle de lui-même et de ses agissements. Une personne en bonne santé peut mieux s'acquitter de ses responsabilités familiales, sociales et professionnelles. Elle glorifie Dieu en étant plus utile au service de l'humanité.
1 Corinthiens 10:31 -- « Soit donc que vous mangiez, soit que vous buviez, soit que vous fassiez quelque autre chose, faites tout pour la gloire de Dieu. »

## Études sur la santé des adventistes
Deux études sur la santé des adventistes (non sponsorisées par l'Eglise adventiste), impliquant respectivement 24 000 et 34 000 adventistes Californiens ont été menées sur les quatre dernières décennies. Ces recherches ont retenu l'attention des médias américains et du National Geographic. Elles indiquent que :
- Le taux de mortalité à la suite des différentes formes de cancer est 60 % moins élevé chez les hommes adventistes et 76 % moins élevé chez les femmes adventistes.
- Le taux du cancer du sein est 85 % moins élevé chez les femmes adventistes.
- Le taux des maladies du cœur est 44 % moins élevé chez les hommes adventistes et 2 % moins élevé chez les femmes adventistes.
- En moyenne, les hommes adventistes vivent 7,3 années et les femmes adventistes 4,4 années de plus que les autres Californiens du même sexe.
- Cinq principes de la santé (l'abstinence du tabac, une consommation régulière de noix, l'exercice régulier et le maintien d'un poids normal) augmentent l'espérance de vie jusqu'à 10 ans de plus.

D'autres recherches effectuées dans d'autres pays, comme la Norvège, la Pologne, les Pays-Bas ou l'Australie rapportent une longévité moyenne plus élevée parmi les adventistes que pour le reste de la population.
Après huit ans de recherches, Dan Buettner a identifié les cinq groupes de population dans le monde, dont les adventistes du septième jour, qui vivent le plus longtemps : vivant en moyenne jusqu'à dix ans de plus que le reste de la population.  Il écrivit un long article sur le sujet dans National Geographic intitulé : " Longévité : les secrets d'une longue vie " et publia un livre, Blue Zones (Les zones bleues : les leçons de longévité des gens qui vivent le plus longtemps) révélant les secrets de leurs modes de vie,.
Une autre recherche réalisée par l'Université de Loma Linda aux États-Unis montre une relation remarquable entre la consommation d'oléagineux et de pain complet et un taux moins élevé de cancers. Dr. Gary Fraser et son équipe la publia dans Archives of Internal Medicine en juillet 1992. Ceux qui consomment des oléagineux plus de cinq fois par semaine ont 40 % de risque en moins pour les hommes et 52 % de risque en moins pour les femmes d'avoir un cancer par rapport à ceux qui en consomment une fois par semaine. Si ces personnes sont végétariennes et font régulièrement de l'exercice, le risque de cancer est encore moins élevé.
L'équipe de recherche du Dr Fraser a démarré en 2002 une étude plus poussée que toutes les précédentes sur les effets du mode de vie adventiste. Les conclusions de cette recherche sur plus de 96 000 adventistes de tous les États des États-Unis et de chaque province du Canada de catégories ethniques variées seront connus vers 2012 ou 2013. Les premières indications montrent qu'ils ont des taux d'obésité, de diabète ou d'hypertension moindres que la moyenne de la population,.
En 2010, Martin Doblmeier a réalisé un film documentaire, The Adventists, qui passa à la télévision, sur les principes et le système de santé des adventistes du septième jour. Il déclara : « L'emphase des adventistes sur le holisme et la santé fait d'eux l'un des groupes de population les plus en bonne santé des États-Unis... Notre débat actuel sur la réforme du système de santé serait mieux informé en comprenant les bénéfices de la prévention et du bien-être dans cette communauté ».
Newsweek indique qu'être un adventiste du septième jour est un critère de longévité.